# Helicodontium formosicum
Helicodontium formosicum là một loài Rêu trong họ Myriniaceae. Loài này được (Cardot) W.R. Buck mô tả khoa học đầu tiên năm 1980.